# Richard Nixon
Richard Milhous Nixon (Yorba Linda, Kalifornija, 9. siječnja 1913. – New York, 22. travnja 1994.), bio je američki predsjednik.
Bio je 36. (1953. – 1961.) dopredsjednik i 37. (1969. – 1974.) predsjednik Sjedinjenih Američkih Država. Poznat je kao jedini čovjek kojem je pošlo za rukom 2 puta biti izabran za dopredsjednika i 2 puta za predsjednika; bio je 5. predsjednik američke Republikanske stranke koji je obnašao dužnost 2 mandata.
Najviše ga se ipak pamti po tome što je bio prvi i dosad jedini predsjednik SAD-a koji je odstupio s dužnosti. Njegova ostavka bila je posljedica afere "Watergate".
Dopredsjednici:
- Spiro T. Agnew (1969. – 1973.)
- Gerald R. Ford (1973. – 1974.)

## Rani život i karijera
Richard Milhous Nixon rođen je u obitelji siromašnih kvekerskih farmera. Rano djetinjstvo mu je, osim siromaštva, obilježio snažan vjerski odgoj i stroga pravila o zabrani alkohola, psovanja i plesanja. 
Nakon što je završio srednju školu, 1930. godine, mladi Nixon je, zahvaljujući odličnom poznavanju latinskoga jezika i Shakespeareovih stihova, dobio stipendiju za studiranje na Harvardu. Međutim, njegovi siromašni roditelji nisu mu mogli priuštiti put do drugog kraja SAD, pa je umjesto toga morao pohađati lokalni Whittier College.
Godine 1934. završio je Pravni fakultet Sveučilišta Duke, a potom položio pravosudni ispit. Odbijen je prilikom pokušaja da postane agent FBI, zbog čega je kasnije stekao animozitet prema moćnom direktoru te institucije J. Edgaru Hooveru.
Nixon je 1930. godine proveo kao mali, i relativno slabo poznati odvjetnik. Odvjetništvom se bavio od 1937. do 1942. godine. Godine 1940. se, nakon dugogodišnje veze, vjenčao sa srednjoškolskom nastavnicom Pat, s kojom će imati dvije kćeri – Patricia (Tricia) i Julie.
Ključni događaj u ranom Nixonovom životu bio je ulazak SAD u Drugi svjetski rat. Nixon se prijavio u ratnu mornaricu. Nakon što je prošao obuku u Rhode Islandu i Iowi, poslan je na Južni Pacifik, gdje je služio kao časnik u mornaričkoj logistici.
Tamo je dosadu kratio igrajući poker sa suborcima. Ubrzo se ispostavilo kako ima veliki talent za tu igru, a s vremenom je na kartama osvojio toliko novca da je počeo razmišljati da ga uloži u vlastitu kampanju za Kongres.[nedostaje izvor]
Godine 1946. Nixon je kao kandidat Republikanske stranke za zastupnika iz Kalifornije u Zastupničkom domu Kongresa pobijedio demokrata Jerryja Voorhisa. Nixon je u Zastupnički dom biran dva puta. Godine 1950. izabran je u Senat SAD-a. 
U Washingtonu se vrlo brzo nametnuo kao jedan od najmlađih, najaktivnijih, ali i najkontroverznijih zastupnika. Tome je pridonijelo njegovo aktivno sudjelovanje u hladnim ratom inspiriranoj makartističkoj histeriji, odnosno progonom raznih lijevo ili liberalno orijentiranih osoba pod optužbom za suradnju sa Sovjetima.
Nixon se pogotovo istakao u istrazi tijekom koje je službenik State Departmenta Alger Hiss raskrinkan kao sovjetski agent. Kasnije se ispostavilo kako je Hiss jedini od optuženih, koji je uistinu bio sovjetski agent, a ne nedužna žrtva desničarskih progona.
Međutim, Nixonov brutalni postupak prema Hissu, kao i prema liberalno orijentiranim političkim protivnicima, je doveo do neprijateljstva liberalne javnosti, ali i medija, s kojima će Nixon biti u neobjavljenom ratu do završetka svoje političke karijere.

## Dopredsjednik SAD
Reputacija Nixona kao gorljivog antikomunista je bila jedan od glavnih razloga zašto ga je predsjednički kandidat Dwight D. Eisenhower na republikanskoj konvenciji 1952. godine odabrao za svoga potpredsjedničkog kandidata. Time se nastojala djelomično zadovoljiti konzervativna struja u stranci, nezadovoljna nominacijom Eisenhowera kao favorita liberala i umjerenjaka.
Ubrzo nakon nominacije na Nixona se obrušila medijska haranga zbog navoda kako je u njegov izborni fond uplaćena velika svota novca od bogatih, ali anonimnih simpatizera. Nixon je bio optužen za korupciju, a neki su Eisenhoweru sugerirali promjenu dopredsjedničkog kandidata usred kampanje.
Nixon se, međutim, odlučio boriti, pri čemu je pokazao veliki talent za korištenje novog medija televizije. U legendarnom govoru, poznatom kao Checkers govor, dao je detaljni pregled svojih osobnih financija te priznao kako je jedini "problematični" poklon psić zvan Checkers koji služi kao ljubimac njegovim kćerima. Govor je izazvao provalu simpatija i Eisenhower je odlučio zadržati Nixonovu kandidaturu.
Nakon što je, 1952. godine, Eisenhower izabran, Nixon je postao dopredsjednikom SAD. Na tom mjestu pokazao se nesputanim kako tradicijom, kao i ustavnim ovlastima koje su dopredsjednicima davali uglavnom ceremonijalnu funkciju.
Nixon je aktivno sudjelovao u radu Eisenhowerove administracije te je bitno utjecao na njenu politiku u mnogim oblastima. Djelomičan razlog za to je bilo i sve slabije zdravstveno stanje predsjednika, zbog čega je 1955. godine po prvi put Nixon privremeno preuzeo vođenje vlade. Mnogi su već tada Nixona vidjeli kao Eisenhowerovog prirodnog nasljednika.
Godine 1956. Eisenhower je ponovno Nixona kandidirao za dopredsjednika, a nakon još jedne pobjede, Nixon je dodatno pojačao svoj politički utjecaj u Washingtonu. S vremenom, počeo se nametati i na međunarodnom planu, pri čemu je stekao velike pohvale zbog govorničke vještine iskazane u improviziranoj debati s Nikitom Hruščovom u Moskvi, 1959. godine.
Godine 1960. Nixon se nametnuo kao jedini kandidat Republikanske stranke na izborima, i smatrao bi se neospornim favoritom, da demokrati protiv njega nisu istaknuli mladog, atraktivnog i karizmatskog Johna F. Kennedyja.
Jedan od ključnih događaja u izbornoj kampanji je bila prva TV-debata u povijesti. Dok su radio-slušatelji držali kako je u njoj pobijedio Nixon, na TV-gledatelje je daleko bolji dojam ostavio atraktivni i telegenični Kennedy, nasuprot Nixona koji se znojio pred svjetlima reflektora. 
Usprkos tome, ishod izbora je bio neizvjestan, a Kennedy je pobijedio uz razliku do 100.000 glasova. Nixon je sumnjao kako je Kennedy, koristeći demokratsku mašineriju i veze s organiziranim kriminalom, namjestio izbore u Illinoisu i Teksasu, ali je na kraju odlučio ne osporavati rezultat izbora, plašeći se da ne osramoti SAD pred očima svijeta. Bijelu kuću je napustio 1961. godine zajedno s Eisenhowerom, po isteku mandata.

## Nixon i Hrvatska
Nixon je poznavao i prilike u bivšoj totalitarnoj SFR Jugoslaviji. Kao odvjetnik sredinom šezdesetih godina pred američkim je sudovima branio hrvatske emigrante od izručenja Titovoj Jugoslaviji.
Tijekom posjete ondašnjoj SFRJ uvjetovao da uz Beograd posjeti i Zagreb. Tijekom prijema u Banskim dvorima pred uzvanicima uzviknuo je mimo protokola "Živjela Hrvatska" što je tada od strane jugokomunista smatrano incidentom.
Početkom devedesetih u otvoreno se je založio za međunarodno priznanje Hrvatske te za ukidanje embarga na nabavu oružja kako bi se Hrvatska mogla braniti od velikosrpske agresije.

## Političar iz sjene
Nixon se nakon poraza nije odrekao političkih ambicija, i u tu je svrhu odlučio ojačati svoju izbornu bazu kao guverner Kalifornije. Međutim, godine 1962. se ispostavilo kako je popularni demokratski guverner Pat Brown za njega preveliki zalogaj.
Nixon je taj poraz shvatio kao poniženje, a držao je da su za njega najviše krivi mediji, prema kojima je postajao sve paranoičniji. To je iskazao na izjavi prilikom priznanja izbornog poraza, kada je rekao da napušta politiku te kako "više neće imati Richarda Nixona za udaranje".
Ispočetka se činilo da će Nixon to potvrditi, kada je iste godine napustio Kaliforniju te se preselio u New York gdje je našao posao u uglednoj odvjetničkoj tvrtki. Zbog posla se 22. studenoga 1963. godine našao na dallaskoj zračnoj luci – slučajnost koja je poslije bila predmetom mnogih teorija zavjere vezanih uz atentat na Kennedyja.
Nixon se ponovno aktivno uključio u politiku 1964. godine za vrijeme republikanske izborne konvencije. Iako se nije kandidirao, njegova potpora bila je glavni razlog zbog koga su republikanci za predsjedničkoga kandidata izabrali konzervativnoga Barryja Goldwatera. Iako je Goldwater hametice poražen od demokratskoga kandidata i tadašnjega predsjednika Lyndon B. Johnsona, ti su događaji označili početak uspona konzervativnoga krila Republikanske stranke nauštrb liberalnoga krila s Istočne obale – frakcije prema kojoj je Nixon uvijek osjećao prijezir.
Za Nixona je bilo daleko važnije što je tom prilikom stekao važne saveznike, uključujući perspektivnoga Ronalda Reagana. Njemu je 1966. godine pomogao postati guvernerom Kalifornije.
Međutim, za nastavak Nixonove političke karijere najvažniji bio je sve očigledniji neuspjeh SAD u vijetnamskom ratu, koji je do 1968. godine ozbiljno podijelio ne samo američku javnost, nego i Demokratsku stranku. Nakon odluke predsjednika Johnsona da se ne kandidira za izbore, Demokratska stranka raskolila se na nekoliko zakrvljenih frakcija – tradicionalne umjerenjake, ljevičarske radikale, kao i zagovornike opstanka rasne segregacije na Jugu. 
Taj raskol odrazio se na porast nasilja na ulicama, a svoj doprinos tome donijeli su ubojstva Martina Luthera Kinga i Roberta Kennedyja, kao i studentski nemiri, inspirirani studentskim prosvjedom u Parizu te krvavi neredi u crnačkim četvrtima. Demokratska stranka je u potpunosti izgubila autoritet nakon TV-kamerama zabilježenog nasilja na vlastitoj izbornoj konvenciji, na kojem je za kandidata izabran Hubert Humphrey.
Nasuprot tome, republikanci su se brzo ujedinili iza Richarda Nixona, koji se nametnuo kao idealni kandidat. Njegov izborni program bio je jednostavan – završiti nepopularni rat u Vijetnamu kroz "časni mir", a pod parolom "zakona i reda" dovesti mir na američke ulice. Nixon se u svojoj kampanji oslanjao na tzv. "tihu većinu" – konzervativne glasače koji, za razliku od radikalizirane ljevičarske omladine, nisu svoje stavove javno iznosili na uličnim demonstracijama.
Nixonova strategija se isplatila, iako su izborni rezultati bili tješnji nego što se očekivalo. Nixon je dobio 500.000 glasova više od Humphreya, ali je zato osvojio elektore u ključnim državama i relativno lako osvojio predsjednički mandat.

## Nixonovo predsjedništvo
Prvi i najvažniji zadatak koji je Nixon sebi postavio pri dolasku u Bijelu kuću bilo je okončati vijetnamski rat na način koji ne bi bio protumačen kao američki poraz. U tu je svrhu Nixonov najbliži suradnik – savjetnik za nacionalnu sigurnost, a kasnije državni tajnik – Henry Kissinger formulirao strategiju temeljenu na tzv. realnoj politici lišenoj ideoloških i hladnoratovskih predrasuda, ali isto tako i bilo kakvih moralnih skrupula. 
Na terenu se ta strategija temeljila na tzv. vijetnamizaciji vijetnamskoga rata, odnosno postepenom povlačenju američkih snaga iz Južnog Vijetnama, čiju obranu bi trebale preuzeti od SAD izdašno financirane, obučene i opremljene domaće snage. Kako bi se za tu operaciju kupilo vrijeme, Nixon je odobrio eskalaciju rata putem bombardiranja, odnosno upada u susjednu Kambodžu i Laos gdje su sjevernovijetnamske i vijetkongovske snage imale sigurno sklonište.
Te ofenzive izvedene su tajno, bez formalnoga odobrenja Kongresa ili objave, što je Nixon poslije vlastitim tumačenjem ustavnih ovlasti. Međutim, u američkoj javnosti, pogotovo među radikalnim ljevičarskim studentima, ta je odluka izazvala masovne, a negdje i krvave demonstracije, od kojih su najpoznatije one prilikom kojih je 1970. godine ubijeno četvero studentata na Sveučilištu Kent. Istovremeno je nastojanje da se razotkriju Nixonove tajne operacije dovelo do masovnog "curenja" podataka iz američke administracije, što je samog Nixona učinilo paranoidnim i sklonim korištenju prljavim trikovima i ilegalnim aktivnostima kako bi to spriječio.
Drugi važan aspekt Nixonove vijetnamske strategije zaslužan je za ono što mnogi smatraju jednim od najpozitivnijih aspekata njegove vanjske politike. Nixon je smatrao kako SAD moraju iskoristiti ideološki, a od kraja 1960-ih i tinjajući oružani sukob SSSR-a i NR Kine. Godine 1971. otišao je na povijesno putovanje u Kinu, sreo se s Mao Ce Tungom i omogućio NR Kini postati stalnim članom UN. Taj će proces označiti početak kineskoga otvaranja prema svijetu.
SSSR je, pak, plašeći se američko-kineskoga saveza, reagirao pomirljivijom politikom prema SAD, pogotovo u oblasti nuklearnoga razoružanja. Pod Nixonovom vladom su sklopljeni važni sporazumi o razoružanju, a dvije supersile su intenzivirale proces koji se naziva detant – smanjivanje napetosti u hladnom ratu, koji je upravo u Nixonovo doba najviše izgubio u intenzitetu. U svibnju 1972. godine Nixon je posjetio Moskvu gdje su tada zaključeni pregovori o smanjenju raketnoga naoružanja a postignut je i sporazum SALT I (Strategic Arms Limitation Talks) te je potpisan memorandum o osnovnim načelima američko-sovjetskih odnosa, što je označilo početak detanta u odnosima dvaju supersila.
Nixonova politika, doduše, nije imala velikoga efekta na stanje u Vijetnamu, ali je 1972. godine velika proljetna ofenziva Sjevernoga Vijetnama zaustavljena, te se Južni Vijetnam održao na životu usprkos sve manjih američkih efektiva. Nakon toga je slijedilo nesmiljeno bombardiranje Sjevernoga Vijetnama koje je na kraju dovelo do Pariških mirovnih sporazuma, odnosno primirja 1973. godine, što je Nixonu bilo savršen izgovor za povlačenje i posljednjih američke snaga iz Vijetnama.
Vijetnamski rat je, s druge strane, bitno smanjio američki potencijal za utjecaj na stanje u drugim dijelovima svijeta. To je iskoristila Indija i usprkos američkim upozorenjima glatko porazila pro-američki Pakistan u indijsko-pakistanskom ratu 1971. godine, nakon koga je stvorena država Bangladeš. 
Na unutarnjem planu Nixon je, usprkos svoje desničarske i konzervativne reputacije, nastavio s liberalnim reformama koje se obično vezuju uz njegove prethodnike. Tako je osnovao EPA – agenciju za zaštitu okoliša, a u nastojanju da se suprotstavi sve većem problemom narkomanije u američkom društvu je osnovao agenciju DEA. 
Nixon je također, u nastojanju smirivanja etničkih, rasnih i drugih tenzija u američkom društvu, kao prvi predsjednik uveo programe tzv. afirmativne akcije ili pozitivne diskriminacije, koji su trebali pomoći crncima i drugim manjinama kako bi se što brže u pravima i socijalnom statusu izjednačili s većinskim bijelcima.

## Nixonov pad
Za Nixonovu političku karijeru kobnim se pokazalo ono što se ispočetka držalo njegovim najvećim trijumfom.
Godine 1972. je u Demokratskoj stranci ojačalo radikalno lijevo krilo, poraženo na izbornoj konvenciji prije četiri godine. Ovaj put su ljevičari na izbornoj konvenciji uspjeli progurati nominaciju Georgea McGoverna, koji se Nixonu na izborima suprotstavio platformom temeljenom na hitnom povlačenju iz Vijetnama i programom izdašnih socijalnih reformi.
McGovernov program bio je privlačan mladim radikalima, ali ne i "tihoj većini" glasača, pa je Nixon relativno lako osvojio veliki broj tradicionalnih glasača Demokratske stranke. Na izborima je dobio 60% – jedan od rekordnih rezultata u povijesti predsjedničkih nadmetanja.
Međutim, sam Nixon nije bio uvjeren kako će tako lako pobijediti, a gorka iskustva s "curenjem" informacija i stalna medijska haranga ga je učinila paranoičnim i nepovjerljivim čak i prema vlastitoj stranci. Zbog toga je za kampanju angažirao vlastitu organizaciju CRP, čiji su članovi protiv demokrata koristili "prljave trikove", često na rubu, a nekad i s one strane zakona.
Jedna od takvih "prljavih" operacija bila je provala u Hotel Watergate, sjedište Demokratske stranke u Washingtonu, s ciljem prikupljanja informacija. Provalnici su uhićeni 17. lipnja 1972. godine, a u listopadu iste godine je Washington Post započeo seriju članaka koja je počinitelje povezivala s CRP-om, a kasnije i sa samim predsjednikom. To je bio početak skandala koji će biti poznat kao afera Watergate.
Nixon je sve vrijeme negirao ikakve veze sa skandalom, ali je s vremenom na vidjelo izlazilo sve više dokaza koji su upućivali na to da su Nixon i njegovi najbliži suradnici pokušavali zataškavati slučaj. Nixon se, nastojeći spasiti položaj, morao nevoljko riješiti nekih od svojih najbližih suradnika, koji su, pak, poslije odlučili svjedočiti protiv njega kada je podignuta službena istraga.
Nixonovom položaju nije nimalo pomoglo ni izbijanje naftnog šoka u jesen 1973. godine, kada je nagli skok cijena izazvao masovno nezadovoljstvo u zemlji, a Nixon smatran odgovornim za sve ekonomske i druge nevolje. Nixonu je također odmogla i ostavka dopredsjednika Spire Agnewa, kojemu su istražitelji pronašli dokaze o utaji poreza i pronevjeri. Nixon je na njegovo mjesto imenovao Geralda Forda.
U svibnju 1974. godine pravosudni odbor Zastupničkog doma Kongresa, koga su kontrolirali demokrati, započeo je formalni postupak opoziva. Kao ključni dokaz su korištene audio-vrpce s dokazima o nizu protuzakonitih radnji, čije je objavljivanje i korištenje 5. kolovoza 1974. godine u postupku odobrio Vrhovni sud. Vidjevši kako je izglasavanje opoziva neizbježno, Nixon je četiri dana poslije podnio ostavku.

## Nixon nakon Bijele kuće
Nixon je nakon izlaska iz Bijele kuće bio uvjeren kako će protiv njega biti nastavljena krivična istraga, te da će na kraju završiti u zatvoru. Međutim, novi predsjednik Gerald Ford je 9. rujna 1974. godine donio tada prijepornu odluku kojom se na bivšega predsjednika primjenjuje abolicija. Tako se odgovor na pitanje je li Nixon prekršio zakon nikada nije mogao pronaći na sudu.
Stav javnosti u to je vrijeme, s druge strane, bio nedvosmislen. Nixon je tada uživao reputaciju najomraženijeg političara, a oduzeta mu je i dozvola za advokaturu. U medijima i popularnoj kulturi je prikazivan kao monstrum i diktator, a novinari koji su ga raskrinkali su proglašavani herojima. 
Nixon je, s druge strane, uporno tvrdio da je nedužan, iako su i kasnije otkriveni dokazi ukazivali da je njegova upetljanost u aferu Watergate veća nego što je to itko mislio priznati. 
S protokom godina, a pogotovo nakon predsjednikovanja njegovog nasljednika i u mnogim stvarima ideološki bliskog Ronalda Reagana, Nixonova reputacija se poboljšala. Mnogi su manje obraćali pažnju na skandal, a više na njegova neosporna politička dostignuća. Nixon je postupno sticao reputaciju iskusnog državnika.
Tome je pridonijelo i što su mnogi istaknuti i ugledni članovi administracija Reagana, Busha starijeg i Busha mlađeg, stekli iskustva i započinjali karijere upravo pod Nixonom.
Nixon je mirovinu provodio prikupljajući materijal za predsjedničku knjižnicu, ali i pisao memoare koji su objavljeni pod naslovom Six Crises.
Nixon je 18. travnja 1994. godine, na svom imanju u New Jersey, doživio moždani udar i umro četiri dana poslije. Njegova sahrana održana je 27. travnja 1994. godine i predstavljala je prvu predsjedničku sahranu nakon više od dva desetljeća.
Mnogi povjesničari smatraju kako je Nixon bio pretjerano i neopravdano sotoniziran, isto onako kao što je njegov prethodnik i antipod Kennedy bio pretjerano i neopravdano veličan kao jedan od najvećih američkih predsjednika.

## Djela
- The Challenges We Face: Edited and Compiled from the Speeches and Papers of Richard M. Nixon, 1960.
- Six Crises, 1962.
- RN: The Memoirs of Richard Nixon, 1978.
- The Real War, 1980.
- Leaders, 1982.
- Real Peace, 1984.
- No More Vietnams, 1987.
- 1999: Victory Without War, 1988.
- In the Arena: A Memoir of Victory, Defeat, and Renewal, 1990.
- Seize The Moment: America's Challenge In A One-Superpower World, 1992.
- Beyond Peace, 1994.

## Vanjske poveznice
- (engl.) Bela Kornitzer, The Real Nixon An Intimate Biography, (1960.)